# Бур д'Ам
Бур д'Ам (фр. Bourg-d'Hem) насеље је и општина у централној Француској у региону Лимузен, у департману Крез која припада префектури Гере.
По подацима из 2011. године у општини је живело 229 становника, а густина насељености је износила 14,88 становника/km². Општина се простире на површини од 15,39 km². Налази се на средњој надморској висини од 38 метара (максималној 445 m, а минималној 235 m).

## Демографија
| 1962. | 1968. | 1975. | 1982. | 1990. | 1999. | 2011. |
| ----- | ----- | ----- | ----- | ----- | ----- | ----- |
| 321   | 361   | 294   | 290   | 278   | 235   | 229   |

График промене броја становника у току последњих година